# Christiane Olivier (Schauspielerin)
Christiane Olivier (* 1976 in Kerpen) ist eine deutsche Schauspielerin und Komikerin mit belgischen Wurzeln.

## Ausbildung und Karriere
Christiane Olivier absolvierte nach ihrer Schulausbildung, welche sie mit dem Abitur abschloss, eine Schauspielausbildung am Studio Jack Garfein in Paris. Zu sehen war sie unter anderem in den RTL-Serien Unter uns, Die Wache und Balko und in den Kinofilmen Late Show und Praxis Dr. Hasenbein.
Als Theaterschauspielerin hatte sie Engagements an den Düsseldorfer Kammerspielen, am Theater der Keller in Köln, am Theater am Halleschen Ufer in Berlin, am Theater im Ballsaal und am Grenzlandtheater Aachen.
Nachdem Olivier seit 1994 als Darstellerin und Autorin für Sketche der Satire- und Comedy-Sendung Schmidteinander tätig gewesen war, startete sie ihre Karriere als Komikerin.
Seit 2004 gastierte sie bundesweit auf Kleinkunstbühnen mit ihrem Solo-Programm Olga. Sie schuf in diesem Programm die Kunstfigur Olga Putin, die aus Russland nach Deutschland kommt, um Karriere in der Politik zu machen. Oliviers Figur Olga Putin hält sich mit Aushilfsjobs als Toilettenfrau und Fitness-Trainerin über Wasser und muss erkennen, dass Politik hierzulande anders funktioniert als in Russland. 2008/2009 war sie als Olga Putin in der Sat.1-Comedyshow Die Bunkershow zu sehen.
In ihrem Solo-Programm Christiane verkörpert Olivier eine aus Belgien stammende alleinerziehende Mutter, mit einem Sohn in der Pubertät. Oliviers Figur Christiane entspricht dem Rollentypus einer MILF. Mit Auszügen aus ihrem Programm Christiane trat Olivier im Januar 2013 auch in der Fernsehshow TV total auf. Im November 2013 war sie mit Christiane auch in der Comedyshow NightWash zu Gast. Ihre MILF-Figur Christiane entwickelte Olivier in ihrem Solo-Programm Milfschnitte – das Soloprogramm weiter, mit dem sie 2015 unter anderem im Pantheon-Theater in Bonn auftritt.
2011 trat sie in der Fernsehsendung Quatsch Comedy Club auf. 2012 ist sie beim Hamburger Comedy Pokal aufgetreten; 2015 war sie dort wieder zu sehen. Im Jahr 2013 war sie neben Marek Fis in der SWR-Sendung StandUpMigranten zu Gast. Außerdem hat sie an der 2015 bei RTL Television ausgestrahlten Fernsehsendung Der RTL Comedy Grand Prix teilgenommen. 2016 spielte sie in der 4-teiligen Comedy-Dokusoap-Fernsehserie Achtung, die Dietrichs kommen! mit, die 2017 auf RTL II ausgestrahlt wurde. 2024 trat sie bei Nuhr im Ersten auf.
Olivier lebt in Köln.